# Football Club Esperia Viareggio 2010-2011
Questa voce raccoglie le informazioni riguardanti il Football Club Esperia Viareggio nelle competizioni ufficiali della stagione 2010-2011.

## Stagione
Dalla Juventus arrivano 5 giocatori delle giovanili. Hanno partecipato al Torneo di Viareggio. È chiaro che anche quest'anno, i bianconeri lotteranno per la salvezza. La società vuole tenere i conti in ordine. Nessuna spesa folle. Dinelli ripete "fare calcio a Viareggio è una impresa titanica. Le zebre terminano la stagione al penultimo posto, ad un passo dalla retrocessione diretta. Sono arrivati tanti pareggi e si segna pochissimo: peggior attacco insieme alla Ternana. Fortuna vuole che le squadre, appena sopra in classifica, vengono penalizzate. La salvezza passerà per i play-out anche in questa stagione. Le Zebre giocheranno contro il Cosenza, con una rosa superiore, ma sono in crisi societaria. Così arriva l'impensabile, doppia vittoria e Viareggio salvo.

## Rosa
| N. |                    | Ruolo | Calciatore          |
| -- | ------------------ | ----- | ------------------- |
|    | Italia (bandiera)  | D     | Maikol Benassi      |
|    | Italia (bandiera)  | D     | Davide Bertolucci   |
|    | Italia (bandiera)  | A     | Riccardo Bocalon    |
|    | Italia (bandiera)  | D     | Nicolò Brighenti    |
|    | Italia (bandiera)  | C     | Matteo Calamai      |
|    | Italia (bandiera)  | D     | Sergio Carnesalini  |
|    | Italia (bandiera)  | C     | Luca Castiglia      |
|    | Italia (bandiera)  | C     | Nicola Cosentini    |
|    | Italia (bandiera)  | C     | Alessio Cristiani   |
|    | Italia (bandiera)  | A     | Alessandro D'Antoni |
|    | Italia (bandiera)  | C     | Andrea De Paola     |
|    | Italia (bandiera)  | A     | Denis D'Onofrio     |
|    | Italia (bandiera)  | D     | Lorenzo Fiale       |
|    | Somalia (bandiera) | D     | Abel Gigli          |
|    | Italia (bandiera)  | C     | Nikolas Kras        |

| N. |                     | Ruolo | Calciatore          |
| -- | ------------------- | ----- | ------------------- |
|    | Italia (bandiera)   | A     | Cristian Longobardi |
|    | Italia (bandiera)   | C     | Davide Luppi        |
|    | Svizzera (bandiera) | D     | Simone Malacarne    |
|    | Italia (bandiera)   | C     | Leonardo Mancini    |
|    | Italia (bandiera)   | A     | Tommaso Marolda     |
|    | Italia (bandiera)   | C     | Giovanni Martina    |
|    | Italia (bandiera)   | D     | Leonardo Massoni    |
|    | Italia (bandiera)   | P     | Giorgio Merlano     |
|    | Italia (bandiera)   | D     | Samuele Modica      |
|    | Italia (bandiera)   | P     | Carlo Pinsoglio     |
|    | Italia (bandiera)   | C     | Samuele Pizza       |
|    | Italia (bandiera)   | D     | Tommaso Silvestri   |
|    | Italia (bandiera)   | C     | Giovanni Taormina   |
|    | Italia (bandiera)   | C     | Alessandro Visone   |

## Risultati

### Campionato

#### Girone di andata
| Andria 22 agosto 2010, ore 16:00 CEST 1ª giornata | Andria BAT       | 0 – 0 referto | Viareggio | Stadio Degli Ulivi\| Arbitro: \| Fabbri (Ravenna) \| |
| Arbitro:                                          | Fabbri (Ravenna) |               |           |                                                      |

| Arbitro: | Di Paolo (Avezzano) |

|             |           |  |
| Marolda 39’ | Marcatori |  |

| Arbitro: | Olivieri (Palermo) |

|                           |           |  |
| Cavagna 27’ Sciaudone 59’ | Marcatori |  |

| Arbitro: | Adduci (Paola) |

|                                         |           |               |
| Marolda 63’ Longobardi 80’ D'Antoni 89’ | Marcatori | 23’ Zeytulaev |

| Arbitro: | Pasqua (Tivoli) |

|                                      |           |                |
| Castaldo 63’ Galizia 89’ (rig.), 94’ | Marcatori | 30’ Longobardi |

| Arbitro: | Aversano (Treviso) |

|             |           |                                 |
| Marolda 49’ | Marcatori | 26’ (aut.) Massoni 75’ Clemente |

| Arbitro: | Mariani (Aprilia) |

|                         |           |                                    |
| Agodirin 24’ Laribi 35’ | Marcatori | 15’ Taormina 38’ (rig.) Longobardi |

| Arbitro: | Cafari Panico (Cassino) |

|               |           |  |
| Tarantino 54’ | Marcatori |  |

| Arbitro: | Di Bello (Brindisi) |

|             |           |             |
| Marolda 73’ | Marcatori | 35’ Ciofani |

| Gela 24 ottobre 2010, ore 14:30 CEST 10ª giornata | Gela          | 0 – 0 | Esperia Viareggio | Stadio Vincenzo Presti\| Arbitro: \| Marini (Roma) \| |
| Arbitro:                                          | Marini (Roma) |       |                   |                                                       |

### Play-out
Partite
| Viareggio 29 maggio 2011, ore 16:00 CEST andata                                                                         | Viareggio  | 3 – 1      | Cosenza | Stadio Torquato Bresciani |
| \| \| \| \| \| 13’ Bocalon 33’ Bocalon 67’ Bocalon \| Marcatori \| 43’ Essabr \| \| Scienza \| Allenatori \| De Rosa \| |            |            |         |                           |
| |            |            |         |                           |
| 13’ Bocalon 33’ Bocalon 67’ Bocalon                                                                                     | Marcatori  | 43’ Essabr |         |                           |
| Scienza | Allenatori | De Rosa    |         |                           |

| Cosenza 5 giugno 2011, ore 16:00 CEST ritorno                                      | Cosenza    | 0 – 1     | Viareggio | Stadio San Vito-Gigi Marulla |
| \| \| \| \| \| \| Marcatori \| 92’ Pizza \| \| De Rosa \| Allenatori \| Scienza \| |            |           |           |                              |
|                                                                                    |            |           |           |                              |
|                                                                                    | Marcatori  | 92’ Pizza |           |                              |
| De Rosa                                                                            | Allenatori | Scienza   |           |                              |